# Espot (kommun)
Espot är en kommun i Spanien.   Den ligger i provinsen Província de Lleida och regionen Katalonien, i den nordöstra delen av landet, 500 km nordost om huvudstaden Madrid. Antalet invånare är 355. Arean är 97 kvadratkilometer. Espot gränsar till Alt Àneu, Naut Aran, La Vall de Boí, La Torre de Cabdella, Sort, Rialp, La Guingueta d'Àneu och Esterri d'Àneu. 
Terrängen i Espot är bergig åt nordost, men åt sydväst är den kuperad.